# 東映京都撮影所
東映京都撮影所（とうえい きょうと さつえいじょ）は、京都市右京区太秦に存在する映画スタジオである。映連加盟のメジャー映画会社である東映の一事業所であり、現在はその敷地内に、オープンセットを一般公開するテーマパークである東映太秦映画村や、関連の各企業を内包する。東映の撮影所となったのは戦後からであるが、撮影所自体は、大正末年（1925年）に阪東妻三郎が竹藪だった同地を切り開いて以来、100年の歴史を有する。敷地面積は1.1万坪以上と日本に現存する撮影スタジオとしては最大規模とされる。東映の社員全体の10分の1にあたる社員40人程度が在籍。外部の協力会社も合わせて150人くらいが「撮影村」に関わる。

## データ
- 名称 ： 東映株式会社京都撮影所
- 通称 ： 太秦撮影所、東映太秦、東映京都など
- 所在地 ： 京都府京都市右京区太秦西蜂岡町9

## 略歴・概要

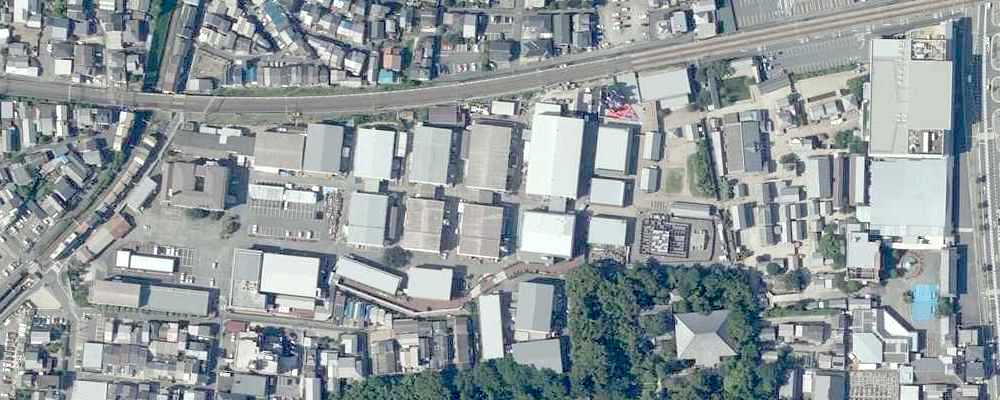
航空写真（2020年8月19日(水曜日)）。南西に撮影所前駅、南東に広隆寺が見える。

### 前史
- 1925年（大正14年）5月2日、竹薮だった太秦の地を切り開き、阪東妻三郎プロダクションが自社の撮影所を建設[1]、「合資会社一立商店阪東妻三郎プロダクション太秦撮影所」としてオープン、太秦地区の初めての撮影所となった。同年12月末には、同プロダクションは株式会社に組織変更する。
- 1930年（昭和5年）、同撮影所は松竹に譲渡され、当時松竹傘下となっていた帝国キネマ演芸が使用し、「帝国キネマ太秦撮影所」となる。
- 1931年（昭和6年）、帝国キネマが改組され、新興キネマが設立されると同時に、同撮影所は「新興キネマ京都太秦撮影所」となる。
- 1942年（昭和17年）1月、新興キネマ、大都映画、日活の製作部門の合併により、大映が設立されると同時に、同撮影所は「大映第二撮影所」となる。
- 1947年（昭和22年）、東横映画発足、(大映との協定を結び、「東横映画京都撮影所」として)同社の撮影所となる。
- 1951年（昭和26年）4月1日、東横映画、太泉映画、東京映画配給の3社が合併して、東映を設立、東横映画撮影所は「東映京都撮影所」に、太泉映画スタジオは「東映東京撮影所」に、東京映画配給の配給・興行の機構は、本社および支社、直営館として東映を構成した。

### 東映のスタジオとして
1951年（昭和26年）の「東映京都撮影所」としての開所以来、多くの傑作を生み出した。土地柄とその伝統から、おもに時代劇を得意としているが、『木曜ミステリー』を中心とした現代劇のテレビドラマ等も製作している。
1991年の年末、1992年年始のTV時代劇ブームでは、全18本のうち、10本を本撮影所で製作した。
テーマパーク「東映太秦映画村」を経営する東映京都スタジオは東映子会社であるが、別会社である。東映京都スタジオは東映俳優養成所に所属する俳優のマネジメントも行なっていたが、2017年から京都撮影所に新設された俳優部へ業務が移管されている。
おもに時代劇のテレビ映画を受注製作する東映太秦映像も別会社だったが2016年に合併した。
2018年には、所内に分散していたポスプロ施設を集約して「ポスプロセンター」としてリニューアル。東京撮影所の「東映デジタルセンター」と大容量高速回線ネットワークで結んで作業の効率化を図る。
しかし、2021年現在では、時代劇の不人気や、CG技術の発達などにより、11あるスタジオの一部を松竹やNetflixに貸し出すにとどまっており、東映が全くスタジオを撮影に使用しない時さえもある。

## おもなフィルモグラフィ

### 劇場用映画
- 片目の魔王 （1953年、監督：佐々木康、主演：片岡千恵蔵）
- 南国太平記 （1954年、監督：渡辺邦男、主演：片岡千恵蔵）
- 血槍富士 （1955年、監督：内田吐夢、主演：片岡千恵蔵）
- 父子鷹 （1955年、監督：松田定次、主演：市川右太衛門）
- 水戸黄門 天下の副将軍 （1959年、監督：松田定次、主演：月形龍之介）
- 独眼竜政宗 （1959年、監督：河野寿一、主演：中村錦之助）
- 月形半平太 （1961年、監督：マキノ雅弘、主演：大川橋蔵）
- 十三人の刺客 （1963年、監督：工藤栄一、主演：片岡千恵蔵）
- 次郎長三国志 （1963年、監督：マキノ雅弘、主演：鶴田浩二）
- あゝ同期の桜（1967年、監督：中島貞夫、主演：鶴田浩二）
- 現代任侠史 （1973年、監督：石井輝男、主演：高倉健）
- 暴走パニック 大激突（1976年、監督：深作欣二、主演：渡瀬恒彦）
- 狂った野獣（1976年、監督：中島貞夫、主演：渡瀬恒彦）
- 宇宙からのメッセージ（1978年、監督：深作欣二、主演：ビック・モロー・真田広之）
- 柳生一族の陰謀 （1978年、監督：深作欣二、主演：萬屋錦之介・千葉真一）
- 赤穂城断絶 （1978年、監督：深作欣二、主演：萬屋錦之介）
- 魔界転生 （1981年、監督：深作欣二、主演：千葉真一）
- 伊賀野カバ丸 （1983年、監督：鈴木則文、主演：黒崎輝）
- コータローまかりとおる! （1984年、監督：鈴木則文、主演：黒崎輝）
- 極道の妻たち （1986年、監督：五社英雄、主演：岩下志麻）
- 将軍家光の乱心 激突 （1989年、監督：降旗康男、主演：緒形拳）
- 流れ板七人 （1997年、監督：和泉聖治、主演：松方弘樹）
- おもちゃ （1999年、監督：深作欣二、主演：宮本真希）
- RED SHADOW 赤影 （2001年、監督：中野裕之、主演：安藤政信）
- ぼくんち （2003年、監督：阪本順治、主演：観月ありさ）
- 男たちの大和/YAMATO （2005年、監督：佐藤純彌、主演：反町隆史・中村獅童）
- 大奥 （2006年、監督：林徹、主演：仲間由紀恵）
- 科捜研の女 -劇場版-（2021年、監督：兼崎涼介、主演：沢口靖子）
- 破戒（2022年、監督：前田和男、主演：間宮祥太朗・石井杏奈、配給：東映ビデオ）
- レジェンド&バタフライ（2023年、監督：大友啓史、主演：木村拓哉・綾瀬はるか）
- 仕掛人・藤枝梅安（2023年、監督：河毛俊作、主演：豊川悦司、配給：イオンエンターテイメント）
- 侍タイムスリッパー（2024年、監督：安田淳一、主演：山口馬木也）

### テレビ映画
- 風小僧（1959年、東映京都撮影所）
- 新書太閤記（1959年、東映京都撮影所）
- 大楠公（1959年、東映京都撮影所）
- 幕末物語（1959年 - 1960年、東映京都撮影所）
- 白馬童子（1960年、東映京都撮影所）
- 忍びの者（1964年 - 1965年、東映京都テレビプロ）
- つむじ風三万両（1964年 - 1965年、東映京都テレビプロ）
- 六人の隠密（1964年 - 1965年、東映京都テレビプロ）
- 柳生武芸帳（1965年、東映京都テレビプロ） ※近衛十四郎版
- 佐々木小次郎（1965年、東映京都テレビプロ） ※東千代之介版
- 新選組血風録（1965年 - 1966年、東映京都テレビプロ） ※栗塚旭版
- 素浪人 月影兵庫（1965年 - 1966年、1967年 - 1968年、東映京都テレビプロ） ※近衛十四郎版
- われら九人の戦鬼（1966年、東映京都テレビプロ）
- 忍者ハットリくん（1966年、東映京都テレビプロ）
- 銭形平次（1966年 - 1984年、東映京都テレビプロ） ※大川橋蔵版
- 俺は用心棒（1967年、東映京都テレビプロ）
- 仮面の忍者 赤影（1967年 - 1968年、東映京都テレビプロ）
- 戦国無宿（1967年 - 1968年、東映京都撮影所）
- 野次馬がいく（1967年 - 1968年、東映京都テレビプロ）
- 用心棒シリーズ 待っていた用心棒（1968年、東映京都テレビプロ）
- 大奥（1968年 - 1969年、東映京都撮影所）
- 次郎長三国志（1968年、東映京都テレビプロ） ※中野誠也版
- 用心棒シリーズ 帰って来た用心棒（1968年 - 1969年、東映京都テレビプロ）
- 旅がらす くれないお仙（1968年 - 1969年、東映京都テレビプロ）
- 素浪人 花山大吉（1969年 - 1970年、東映京都テレビプロ）
- 妖術武芸帳（1969年、東映京都テレビプロ）
- 花のお江戸のすごい奴（1969年、東映京都テレビプロ）
- あゝ忠臣蔵（1969年、東映京都撮影所）
- 上方武士道（1969年、東映京都制作所）
- 用心棒シリーズ 俺は用心棒（1969年、東映京都テレビプロ）
- 緋剣 流れ星お蘭（1969年 - 1970年、東映京都テレビプロ）
- 天を斬る（1969年 - 1970年、東映京都テレビプロ）
- 彦左と一心太助（1969年 - 1970年、東映京都制作所）
- 大坂城の女（1970年、東映京都撮影所）
- 燃えよ剣（1970年、東映京都テレビプロ）
- 遠山の金さん捕物帳（1970年 - 1973年、東映京都テレビプロ） ※中村梅之助版
- 柳生十兵衛（1970年 - 1971年、東映京都撮影所）
- 紅つばめお雪（1970年、東映京都テレビプロ）
- 徳川おんな絵巻（1970年 - 1971年、東映京都撮影所）
- さむらい飛脚（1971年、東映京都テレビプロ）
- 軍兵衛目安箱（1971年、東映京都テレビプロ）
- 清水次郎長（1971年 - 1972年、東映京都撮影所） ※竹脇無我版
- 江戸巷談 花の日本橋（1971年 - 1972年、東映京都撮影所）
- 忍法かげろう斬り（1972年、東映京都撮影所）
- 世なおし奉行（1972年、東映京都テレビプロ）
- お祭り銀次捕物帳（1972年、東映京都制作所）
- 二人の素浪人（1972年 - 1973年、東映京都制作所）
- 眼狂四郎（1972年、東映京都撮影所） ※田村正和版
- 長谷川伸シリーズ（1972年 - 1973年、東映京都撮影所）
- 隼人が来る（1972年 - 1973年、東映京都撮影所）
- 地獄の辰捕物控（1972年 - 1973年、東映京都テレビプロ）
- 熱血猿飛佐助（1972年 - 1973年、東映京都制作所）
- 新選組（1973年、東映京都制作所） ※鶴田浩二版
- 素浪人 天下太平（1973年、東映京都テレビプロ）
- 女・その愛のシリーズ（1973 - 1974年、東映京都撮影所）
- いただき勘兵衛 旅を行く（1973年 - 1974年、東映京都テレビプロ）
- ぶらり信兵衛 道場破り（1973年 - 1974年、東映京都テレビプロ）
- ご存知遠山の金さん（1973年 - 1974年、東映京都テレビプロ） ※市川段四郎版
- 次郎長三国志（1974年、東映京都撮影所） ※鶴田浩二版
- ご存じ金さん捕物帳（1974年 - 1975年、東映京都テレビプロ） ※橋幸夫版
- 運命峠（1974年 - 1975年、東映京都テレビプロ）
- 編笠十兵衛（1974年 - 1975年、東映京都テレビプロ）
- 影同心シリーズ（1975年 - 1976年、東映京都テレビプロ）
- 賞金稼ぎ（1975年、東映京都撮影所）
- 遠山の金さん（1975年 - 1977年、1979年、東映京都テレビプロ） ※杉良太郎版
- 十手無用 九丁堀事件帖（1975年 - 1976年、東映京都テレビプロ）
- 徳川三国志（1975年 - 1976年、東映京都撮影所）
- 桃太郎侍（1976年 - 1981年、東映京都テレビプロ） ※高橋英樹版
- 五街道まっしぐら!（1976年、東映京都撮影所）
- 駆けろ!八百八町（1977年、東映京都撮影所）
- 人形佐七捕物帳（1977年、東映京都撮影所） ※松方弘樹版
- 暴れん坊将軍（1978年 - 2008年、東映京都撮影所）
- 宇宙からのメッセージ・銀河大戦（1978年 - 1979年、東映京都撮影所）
- 柳生一族の陰謀（1978年 - 1979年、東映京都撮影所）
- 風鈴捕物帳（1978年 - 1979年、東映太秦映像）
- 赤穂浪士（1979年、東映京都撮影所）
- 長七郎天下ご免!（1979年 - 1982年、東映京都テレビプロ）
- 服部半蔵 影の軍団（1980年、東映京都撮影所）
- 柳生あばれ旅（1980年 - 1981年、東映京都撮影所）
- 影の軍団II（1981年 - 1982年、東映京都撮影所）
- 遠山の金さん（1982年 - 1985年、東映京都テレビプロ） ※高橋英樹版
- 源九郎旅日記 葵の暴れん坊（1982年 - 1983年）
- 柳生十兵衛あばれ旅（1982年 - 1983年、東映京都撮影所）
- 大奥（1983年 - 1984年）
- 京都かるがも病院（1986年 - 1987年、東映京都テレビプロ）
- 若大将天下ご免!（1987年）
- 傑作時代劇（1987年、東映京都テレビプロ）
- 三匹が斬る!シリーズ（1987年 - 1995年、2002年、東映京都テレビプロ→東映京都撮影所）
- 名奉行 遠山の金さん（1988年 - 1998年、東映京都テレビプロ→東映京都撮影所） ※松方弘樹版
- 将軍家光忍び旅シリーズ（1990年 - 1993年、東映京都撮影所）
- 銭形平次（1991年 - 1998年） ※北大路欣也版
- 殿さま風来坊隠れ旅（1994年、東映京都撮影所）
- はぐれ医者 お命預かります!（1995年、東映京都撮影所）
- 将軍の隠密!影十八（1996年、東映京都撮影所）
- 大江戸弁護人・走る!（1996年、東映京都撮影所）
- 忠臣蔵（1996年、東映京都撮影所） ※北大路欣也版
- 快刀!夢一座七変化（1996年 - 1997年、東映京都撮影所）
- 遠山の金さんvs女ねずみ（1997年、1998年、東映京都撮影所）
- 司馬遼太郎の功名が辻（1997年、東映京都撮影所）
- 藤沢周平の用心棒日月抄（1997年、東映京都撮影所）
- 新・御宿かわせみ（1997年 - 1998年、東映京都撮影所）
- 影武者徳川家康（1998年、東映京都撮影所）
- 隠密奉行朝比奈 （1998年 - 1999年、東映京都撮影所）
- びんぼう同心御用帳（1998年、東映京都撮影所）
- 新選組血風録（1998年、東映京都撮影所） ※渡哲也版
- 京都迷宮案内（1999年 - 2003年、東映京都撮影所）
- 舞妓さんは名探偵!（1999年、東映京都撮影所）
- 京都始末屋事件ファイル（1999年、東映京都撮影所）
- 痛快!三匹のご隠居（1999年、東映京都撮影所）
- 科捜研の女（1999年 - 、東映京都撮影所）
- 八丁堀の七人（2000年 - 2006年、東映京都撮影所）
- 別れる2人の事件簿（2000年、東映京都撮影所）
- 京都潜入捜査官 THE SLIPPERS（2000年、東映京都撮影所）
- 熱血!周作がゆく（2000年、東映京都撮影所）
- 十手人（2001年、東映京都撮影所）
- オヤジ探偵（2001年、2002年、東映京都撮影所）
- おみやさん（2002年 - 2011年、東映京都撮影所）
- 子連れ狼（2002年 - 2004年、東映京都撮影所） ※北大路欣也版
- 銭形平次（2004年 - 2005年、東映京都撮影所） ※村上弘明版
- 天罰屋くれない 闇の始末帖（2003年、東映京都撮影所）
- 大奥（2003年、東映京都撮影所）
- 京都地検の女（2003年 - 、東映京都撮影所）
- 新・京都迷宮案内（2003年 - 2008年、東映京都撮影所）
- 大奥 第一章（2004年、東映京都撮影所）
- 忠臣蔵（2004年、東映京都撮影所） ※松平健版
- 名奉行 大岡越前（2005年、2006年、東映京都撮影所） ※北大路欣也版
- 大奥 華の乱（2005年、東映京都撮影所）
- 世直し順庵!人情剣（2005年、東映京都撮影所）
- 女刑事みずき〜京都洛西署物語〜（2005年 - 2007年、東映京都撮影所）
- 新 桃太郎侍（2006年、東映京都撮影所） ※髙嶋政宏版
- 太閤記〜天下を獲った男・秀吉（2006年、東映京都撮影所）
- 遠山の金さん（2007年、東映京都撮影所） ※松平健版
- その男、副署長（2007年 - 2009年、東映京都撮影所）
- 八州廻り桑山十兵衛〜捕物控ぶらり旅（2007年、東映京都撮影所）
- 素浪人 月影兵庫（2007年、東映京都撮影所） ※松方弘樹版
- 幻十郎必殺剣（2008年、東映京都撮影所）
- 主水之助七番勝負〜徳川風雲録外伝〜（2008年、東映京都撮影所）
- メイド刑事（2009年、東映京都撮影所）
- 853〜刑事・加茂伸之介（2010年、東映京都撮影所）
- フェイク 京都美術事件絵巻（2011年、東映京都撮影所）
- ホンボシ〜心理特捜事件簿〜（2011年、東映京都撮影所）
- 新・おみやさん（2012年 - 、東映京都撮影所）
- 捜査地図の女（2012年、東映京都撮影所）
- 信長のシェフ（2013年 - 、東映京都撮影所）
- 鴨、京都へ行く。-老舗旅館の女将日記-（2013年、東映京都撮影所）
- 刑事110キロ（2013年 - 、東映京都撮影所）
- 探偵・由利麟太郎（2020年、東映京都撮影所）
- ホリデイ〜江戸の休日〜（2023年、テレビ東京、東映京都撮影所）

## トラブル

### スタジオ火災
2012年5月20日13時35分(JST)頃、第一ステージで火災が発生し鉄筋平屋約1,300m2が全焼、隣接する倉庫の壁も焼けた。約250m離れている太秦映画村でも入場者が避難する事態となった。火災の原因は電気系統のトラブルと見られている。この火災による怪我人は出ていない。

### 特別背任
2016年8月3日、イベント経費を水増し請求し会社に損害を与えたとして、元所長が特別背任容疑で京都府警に逮捕された。2015年9月4日、大型ショッピングモールでのアニメイベントに飾るイラストを受注した下請けの塗装業者に、作業した人数を7人から17人に水増しした虚偽の内容の請求書を提出させ、自ら決裁。会社に22万6800円の損害を与えた疑い。匿名の投書を受け東映が内部調査し、元所長が約1千万円の着服を認めたとして、2015年11月に懲戒解雇していた。